# Abraham Jäger

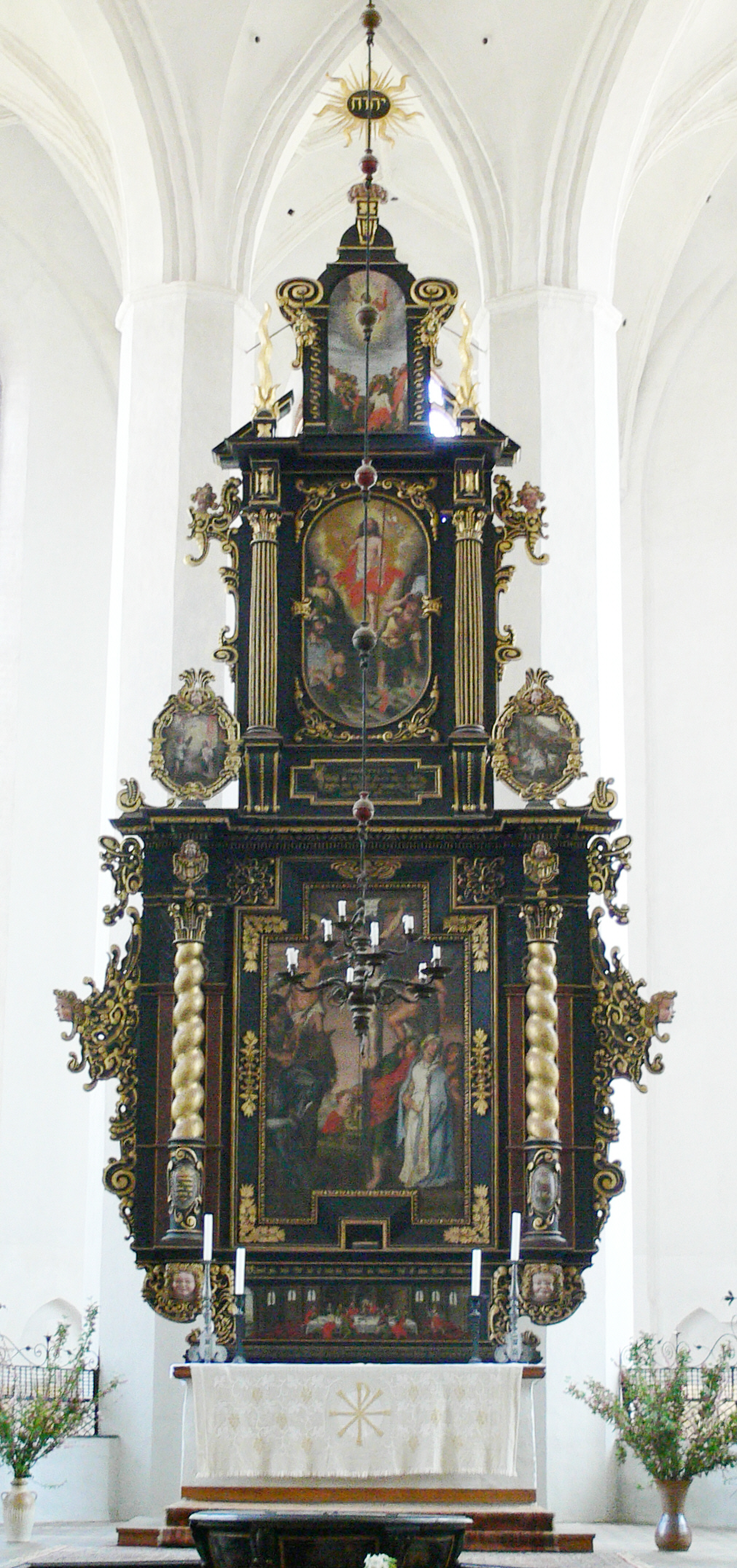
Hauptaltar der St.-Nikolai-Kirche in Luckau, 1670

Abraham Jäger (* um 1640/45; † 2. Juni 1714 in Finsterwalde, Niederlausitz, Kurfürstentum Sachsen) war ein deutscher Kunsttischler und Bürgermeister von Finsterwalde. Er schuf Altäre, Kanzeln und Taufengel in einigen Kirchen in der Niederlausitz.

## Leben

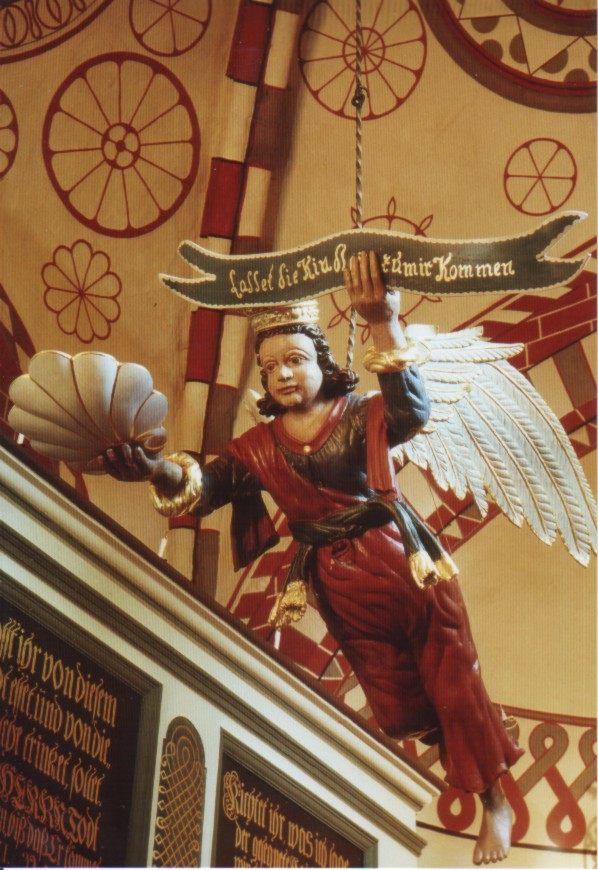
Taufengel in der Dorfkirche Schönborn, 1703, wahrscheinlich von Abraham Jäger

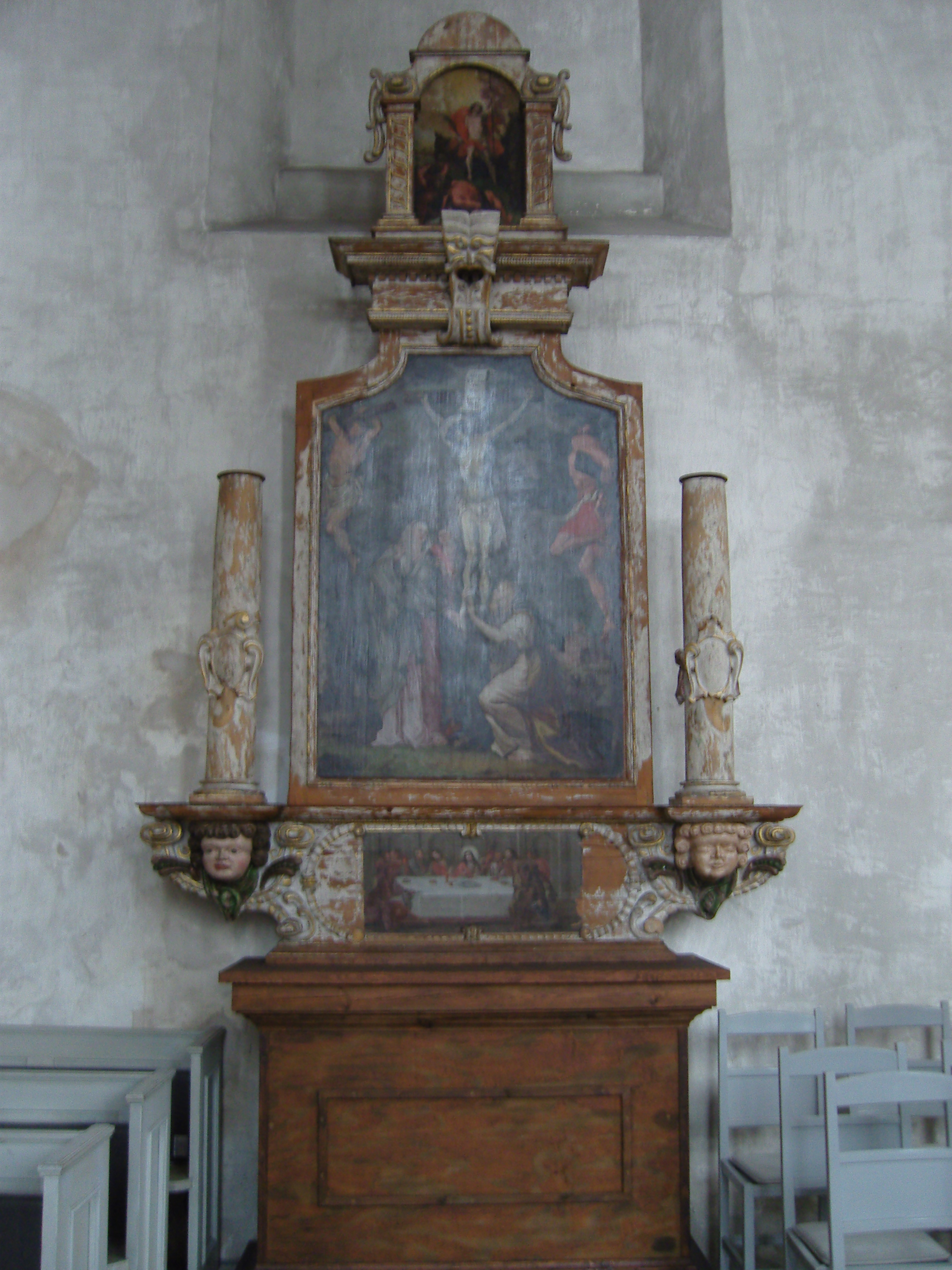
Altar der Wendischen Kirche in Senftenberg, 1682, heute in der Peter-Paul-Kirche

Er war ein Sohn des gleichnamigen Tischlers Abraham Jäger aus Triebel (heute Trzebiel) in der Niederlausitz. 1663 wurde er zu seiner Hochzeit mit Maria, Tochter des Tuchmachers Bartholomäus Koswig aus Finsterwalde, als Geselle und Tischler in Doberlug bezeichnet.
Seit 1670 schuf Abraham Jäger Altaraufsätze, Kanzeln, Taufengel, einen hölzernen Taufstein und Emporen in verschiedenen Städten und Dörfern der Niederlausitz. Bei seinem Tod im Jahr 1714 war er Bürgermeister von Finsterwalde.
Werke
- Altar und hölzerner Taufstein in der Nikolaikirche in Luckau, 1670
- Altar in der St.-Sebastians-Kirche in Baruth, 1679
- Altar und Kanzel in der Wendischen Kirche in Senftenberg, 1682, Altar heute in der Peter-Paul-Kirche
- Kanzel in der Kirche in Freienhufen, 1683
- Altar in der Deutschen Kirche in Vetschau/Spreewald, nach 1691/1694 (vermutet)
- Altar in der Kirche in Massen, 1701
- Taufengel in der Kirche in Schönborn, 1703 (vermutet)
- Taufengel in der Kirche Massen, 1705
- Emporen in der Kirche Schönborn, 1710–1715
- Altar in der St.-Katharinen-Kirche in Nehesdorf, ohne Jahr (vermutet)
- Altar in der Kirche in Trebbus, ohne Jahr (vermutet)